# Friedrich Murawski
Friedrich Murawski (* 17. März 1898 in Köln; † 1945) war ein römisch-katholischer Priester und Nationalsozialist. Von 1935 war er im Sicherheitsdienst des Reichsführers SS und bis 1943 im Reichssicherheitshauptamt (RSHA) Leiter des Referats für Politische Kirchen.

## Leben
Murawski wurde nach dem Studium der Theologie und Philosophie 1921 in Paderborn zum Priester geweiht und 1924 in Freiburg im Breisgau mit einer spekulativ-theologischen Untersuchung zum Geheimnis der Auserwählung zum Dr. theol. promoviert. Zum 1. Mai 1933 trat Murawski in die NSDAP (Mitgliedsnummer 3.215.779) sowie im selben Jahr in die SA ein und trat als Redner auf Parteiveranstaltungen auf. Er arbeitete bis 1934 als Studienassessor und Kaplan u. a. am Gymnasium in Meppen (Ems). Hier übernahm er zusätzlich das Amt des stellvertretenden Kreisschulungsleiters der NSDAP und das Standartenschulungsamt der SA 229.
Wilhelm Berning, der Bischof von Osnabrück, der sich gegen eine Anstellung des fanatischen Priesters an das Gymnasium gewehrt hatte, entband ihn 1934 von seinen geistlichen Ämtern, nachdem er dessen Aufforderung zum Austritt aus den NS-Organisationen nicht nachgekommen war. Ab 1935 war er im Sicherheitsdienst der NSDAP (SD) tätig (SS-Nummer 272.329). Für die Beobachtung und Bearbeitung der Kirchen zuständig wurde er ab 1938 in die übergreifende Arbeitsgruppe des Sicherheitsdienstes zur Erforschung und Darstellung des nationalsozialistischen Geschichtsbildes eingegliedert. Leiter dieser Arbeitsgruppe war Rudolf Levin. Von 1941 bis 1943 arbeitete Murawski als Leiter des Referats VII B2 (Politische Kirche) im Reichssicherheitshauptamt (RSHA) im Rang eines SS-Hauptsturmführers. Im Auftrag von Franz Alfred Six, dem für „Gegnerforschung“ zuständigen Amtschef am RSHA, war Murawski ab 1940 einer der Verantwortlichen für den Aufbau einer „Judenbibliothek“. Nachdem  eine Vielzahl von Klöstern durch die Gestapo  im sogenannten „Kirchensturm“ aufgelöst worden waren, die schriftlichen Bestände geraubt, wählte Murawski zwischen März und September 1941 umfangreiche Buchbestände für die Kirchenbibliothek des RSHA und für die Bibliothek der SD-Führerschule in Berlin-Charlottenburg aus.
Murawski war Mitarbeiter der von Himmler ins Leben gerufenen Forschungseinheit „Hexen Sonderauftrag“ (H-Sonderauftrag) des Amts VII Reichssicherheitshauptamt (RSHA).
Zudem zählte Murawski, so der Historiker Wolfgang Dierker, als kirchenpolitischer Referent des RSHA zu den produktivsten Autoren über die weltanschaulichen Gegner des Nationalsozialismus; Dierker nennt dabei unter anderem dessen 1940 erschienenes Buch Das Gott. Umriß einer Weltanschauung aus germanischer Wurzel. Dieses Buch Murawskis wurde auch nach dem Krieg weiter aufgelegt, zuletzt 1997 von dem Buchdienst der rechtsextremen Artgemeinschaft – Germanische Glaubens-Gemeinschaft wesensgemäßer Lebensgestaltung.
Wegen seiner Schrift Jesus der Nazoräer wurde gegen Murawski ein Disziplinarverfahren aufgrund von Plagiatsvorwürfen und  philosemitischer Tendenzen eingeleitet. Er wurde daraufhin aus der SS ausgeschlossen und verlor seinen Posten im Reichssicherheitshauptamt. Murawski beging 1945 Selbstmord.
Nach Kriegsende wurden Murawskis Schriften aus der NS-Zeit (alle erschienen im Berliner Fritsch-Verlag) Die politische Kirche und ihre biblischen „Urkunden“ (1938), Der Kaiser aus dem Jenseits, Bilder vom Wesen und Wirken Jahwehs und seiner Kirche (1939), Jesus der Nazoräer, der König der Juden (1940) und Das Gott, Umriß einer Weltanschauung aus germanischer Wurzel (1940) sowie die von ihm herausgegebene Ausgabe von Nietzsches Der Antichrist (1940) in der Sowjetischen Besatzungszone auf die Liste der auszusondernden Literatur gesetzt. In der Deutschen Demokratischen Republik folgte auf diese Liste noch sein Wehrgeist und Christentum (1940).

## Schriften (Auswahl)
- Das Geheimnis der Auserwählung. Eine spekulativ-theologische Untersuchung. Schöningh, Paderborn 1924 (Zugl.: Freiburg i. B., Theol. Diss., 1924)
- Die empirischen Wirkungen der Gnadenmittel : eine aszetisch-theologische Studie. Missionsdruck Steyl 1924
- Die Juden bei den Kirchenvätern und Scholastikern. Eine kirchengeschichtliche Skizze als Beitrag zum Kampf gegen den Antisemitismus. C. A. Schwetschke & Sohn, Berlin 1925
- Des Hl. Geistes Werk im Menschenherzen. Missionsdruckerei Steyl, Kaldenkirchen 1925
- Klare Begriffe in der Frömmigkeit. Wörterbuch des geistlichen Lebens. Missionsdruckerei Steyl, Kaldenkirchen im Rhld. 1925
- Brunnquell des Lebens : Gebete z. Hl. Geist, Laumann Verlag Dülmen 1925
- Christus und der Mann. Benziger, Einsiedeln et al. 1926
- Führer zu Gott. Eine Auswahl aus griechischen Kirchenschriftstellern in freier Übersetzung. Matthias – Grünewald – Verlag, Mainz 1926
- Religionsunterricht an Berufsschulen. Ein Lehrplan mit Skizzen für die Einzelthemata. Schöningh, Paderborn 1927
- Gottes Walten in Natur und Gnade. Gespräche über die Tatsächlichkeit der göttlichen Gnade. Benziger, Einsiedeln 1927
- Die aszetische Theologie. Ein systematischer Grundriss. Verlag J. Kösel & F. Pustet, München 1928
- Katholische oder Kameradschafts-Ehe?. Manz, Regensburg 1931
- Die politische Kirche und ihre biblischen Urkunden. Theodor Fritsch, Berlin 1938
- Der Kaiser aus dem Jenseits : Bilder vom Wesen und Wirken Jahwehs und seiner Kirche, Theodor Fritsch, Berlin 1939
- Wehrgeist und Christentum. Fritsch, Berlin 1940
- Friedrich Nietzsche : Der Antichrist – in Auswahl herausgegeben. Theodor Fritsch, Berlin 1940 2. Aufl.
- Jesus der Nazoräer, der König der Juden. Eine Darstellung nach den Quellen. Fritsch, Berlin 1940
- Das Gott. Umriß einer Weltanschauung aus germanischer Wurzel. Fritsch, Berlin 1940; 6. – 10. Tsd., Faks.-Verl., Bremen 1981 (DNB-Nachweis); 6. Auflage, Die Artgemeinschaft, Hamburg 1997 (DNB-Nachweis)